# Marcin Zydorowicz
Marcin Łukasz Zydorowicz (ur. 18 września 1974 w Katowicach) – polski urzędnik państwowy, w latach 2007–2014 wojewoda zachodniopomorski.

## Życiorys
Ukończył socjologię na Wydziale Humanistycznym Uniwersytetu Szczecińskiego. W 1998 rozpoczął współpracę z regionalnym pełnomocnikiem ds. wprowadzenia powszechnego ubezpieczenia zdrowotnego. Od 1999 pracował w Zachodniopomorskiej Regionalnej Kasie Chorych, następnie zatrudniony w szczecińskim oddziale Narodowego Funduszu Zdrowia. W 2007 przez kilka miesięcy zajmował kierownicze stanowiska w urzędzie marszałkowskim – był zastępcą dyrektora Departamentu Zdrowia, a następnie dyrektorem Wydziału Zdrowia i Polityki Społecznej.
Przystąpił do Platformy Obywatelskiej. 29 listopada 2007 został powołany na stanowisko wojewody zachodniopomorskiego. 12 grudnia 2011 premier Donald Tusk ponownie powierzył mu funkcję wojewody. Zakończył urzędowanie 11 marca 2014.

## Odznaczenia
W 2011 otrzymał Złoty Medal za Zasługi dla Straży Granicznej, a w 2013 odznaczony Brązową Odznaką „Zasłużony dla Ochrony Przeciwpożarowej”.

## Życie prywatne
Jest synem dziennikarza sportowego Andrzeja Zydorowicza. Jest żonaty, ma syna Marcela.